# ブルーダイヤモンド事件
ブルーダイヤモンド事件（ブルーダイヤモンドじけん、英語: Blue Diamond Affair）は、1989年にサウジアラビア王室サウード家で発生したタイ人従業員による宝石窃盗事件に端を発する一連の未解決事件と敵対的外交関係。この事件によりサウジアラビアとタイ王国の関係が30年以上にわたり悪化することとなった。

## 窃盗事件
1989年、タイ人労働者クリアンクライ・テチャモンが、使用人として勤めていたサウジアラビア国王の長男ファイサル・ビン＝ファハド王子の宮殿から宝飾品や高価な宝石類など計91kg（200ポンド）:183を盗み出した。クリアンクライは王子の寝室に出入りすることが可能で、盗んだ宝飾品等は宮殿の掃除機の紙パックの中に隠した。
盗難品の中には貴重な50カラットのブルーダイヤモンド等の宝石が含まれており、クリアンクライはこれらの宝飾品等をタイ王国ラムパーン県の自宅に送った。宝石の処分が難しいと判明すると、クリアンクライは宝石をわずかな対価と引き換えに売り始めた。
バンコクの宝石商サンティ・シタカナンは宝石類が売りに出されていることを知り、その価値からするとほんの僅かな金額でほとんどの宝石をクリアンクライから買い入れた。

## 盗難品の回収
タイ王国国家警察庁は、チャラー・カーディテ中将率いるチームの捜査の結果、クリアンクライを逮捕し、サンティの取り調べを行い、盗まれた宝飾品のほとんどを回収した。クリアンクライは懲役7年の有罪判決を受けたが、警察の捜査に協力し自供したため、3年後に釈放された。
チャラー中将のチームはサウジアラビアを訪問し盗難品を返却した。しかし、サウジアラビア当局は、返却された盗難品の中にブルーダイヤモンドがなく、返却された宝石の約半分が偽物だったことを突き止めた。
バンコクでは、チャリティーイベントで撮影された写真に写っていた政府関係者の妻の多くがサウジアラビアの宮殿で盗まれたダイヤモンドのネックレスに似た品を着用していた、という噂が地元紙の間で流れた。この噂は、タイ警察や要人が宝石を自らの懐に入れたのではないか、というサウジ側の疑念に拍車をかけた。

## 捜査
サウジ王室と親しいサウジアラビア人実業家モハメド・アルルワイリはバンコクに渡り独自に捜査を行っていたが、1990年2月12日に行方不明となり、殺害されたものと推定されている。また、アルルワイリ失踪前の1989年1月4日にはサウジアラビア人外交官1人がバンコク・バーンラック区シーロム通りで殺害され、1990年2月1日にはさらに3人のサウジアラビア人外交官がバンコク・ヤーンナーワー区トゥンマハメクで殺害された。
これらの殺害事件はいずれも未解決であり:185、宝飾品窃盗事件との因果関係も明らかになっていないが、サウジアラビア政府は「…タイ政府はアルルワイリやサウジアラビア人外交官3人の暗殺の真相解明について十分な調査を行っていない」との見解を示している。
その後、チャラー中将は、1995年に盗難事件にかかわったとされる宝石商の妻子が殺害された事件で、殺害を命令した容疑で死刑判決を受けた。タイ最高裁は判決を支持し2009年10月16日にチャラーに死刑判決を言い渡したが、この判決はタイ国王ラーマ9世の84歳の誕生日に国王によって懲役50年に減刑された。他にも警察官6人が殺害にかかわったとして有罪判決を受けている。このうち、パンサック・モンコルシルプ警察中佐は2002年に無期懲役の判決を受け、2005年の控訴審でも支持されたが、2012年に釈放された。

## 外交・経済への影響
サウジアラビアとタイの関係は、殺害事件の後さらに悪化した。サウジアラビアはタイ人に対する就労ビザの発行を停止し、自国民にバンコクへの渡航を控えるよう勧告した。また、在タイ外交団を代理公使レベルまで格下げした。この結果、サウジアラビアで働くタイ人の数は、1989年の15～20万人から2008年にはわずか1万人にまで減少した。サウジアラビア国内での就労が許可されたタイ人労働者が減ったことによりタイが被った損失は、送金額で約2,000億バーツ（約7,000億円）に上った。

## その後
2016年3月17日、クリアンクライ・テチャモン（当時65歳）はラムパーン県の自宅で取材に応じ、残りの人生を僧侶として過ごし、自身の不誠実な行為を懺悔すると話した。窃盗罪でタイの刑務所に5年近く収監されていたクリアンクライは、所在不明のブルーダイヤモンドは呪われていると信じており、自身と家族に災いをもたらしたと話した。
チャラー・カーディテは国王により恩赦が与えられ、2015年8月に釈放された。その後、クリアンクライの出家式に参列している。
2019年3月22日、タイ最高裁は1990年のサウジアラビア人実業家モハメド・アルルワイリ拉致殺害事件について、警察官5人を証拠不十分で無罪とした。この5人の警察官については、長年再三にわたり告訴が却下されている。刑事裁判所は2014年に訴えを却下する判決を下し、翌年の控訴審でも支持された。
2022年1月25日、サウジアラビアのムハンマド・ビン・サルマーン王太子とタイのプラユット・チャンオチャ首相がサウジの首都リヤドで首脳会談を行い、両国の外交関係を正常化することで合意し、30年以上にも及ぶ関係の冷え込みに終止符が打たれた。